# Pedro Efe
Pedro Andrade Efe (* 7. November 1942 in Barbacena, Kreis Elvas; † 31. August 2021 in Lissabon) war ein portugiesischer Filmschauspieler, der auch Aufgaben an vielen anderen Stellen in der Filmproduktion übernahm.

## Leben
Efe kam nach einer ersten Schauspielrolle in Herlander Peyroteos Komödie Um Campista em Apuros (1967) im Laufe der 1970er Jahre endgültig zum portugiesischen Kino, wo er die verschiedensten Tätigkeiten ausübte, so als Kameraassistent, Produktionsassistent, verschiedene Aufgaben in Technik, Elektrik und anderes. So bediente er als erster eine Steadicam in Portugal.
Später nahm er auch größere Rollen an und führte selbst Regie, insbesondere bei Dokumentarfilmen, zudem stellte er Werbefilme für öffentliche und private Auftraggeber her.
Im Laufe der Zeit erreichte er insbesondere als Schauspieler die größte Aufmerksamkeit in der portugiesischen Filmwelt, die er wie nur wenige in allen Facetten vor und hinter der Kamera kannte. Als Darsteller spielte er besonders wirkungsvoll einschüchternde Charaktere, etwa den Vergewaltiger in Laços de Sangue (1994), den strengen, aber gutmeinenden Polizisten in Ballade vom Hundestrand (1982), oder den dunklen Mafiaboss in José Carlos de Oliveiras Krimiserie O Crime … (2001). Auch einigen internationalen Produktionen lieh er sein markantes Auftreten, meist nur in kleinen Nebenrollen.
Am 31. August 2021 starb Pedro Efe und wurde am 2. September auf dem Lissabonner Friedhof Cemitério do Alto de São João beigesetzt.

## Filmografie

### Schauspieler
- 1967: Um Campista em Apuros; Regie: Herlander Peyroteo
- 1970: O Cerco; Regie: António da Cunha Telles
- 1971: Vergangenheit und Gegenwart (O Passado e o Presente); Regie: Manoel de Oliveira
- 1974: Meus Amigos; Regie: António da Cunha Telles
- 1974: O Mal-Amado; Regie: Fernando Matos Silva – auch zweite Kamera
- 1975: Índia; Regie: Antonio Faria
- 1975: Liberdade para José Diogo (Dokumentarfilm, Sprechrolle); Regie: Luís Galvão Teles
- 1976: Os Demónios de Alcácer-Kibir; Regie: José Fonseca e Costa
- 1978: Autoretratos – Ivone Silva „A Faz Tudo“ (Fernsehserie)
- 1980: Oxalá; Regie: António-Pedro Vasconcelos
- 1980: Kilas, o Mau da Fita; Regie: José Fonseca e Costa
- 1981: Antes a Sorte que tal Morte; Regie: João Matos Silva
- 1981: Fürchte dich nicht, Jakob!; Regie: Radu Gabrea
- 1982: A Estrangeira; Regie: João Mário Grilo
- 1983: In der weissen Stadt; Regie: Alain Tanner
- 1983: Era uma Vez 83 (Fernsehfilm); Regie: Nuno Teixeira
- 1984: Vidas; Regie: António da Cunha Telles
- 1984: Le mystérieux docteur Cornélius (Miniserie, 1 Folge)
- 1985: Quando as Máquinas Param (Kurzfilm, Fernsehfilm); Regie: Luís Filipe Costa
- 1986: Ballade vom Hundestrand (Balada da Praia dos Cães); Regie: José Fonseca e Costa
- 1987: O Bobo ; Regie: José Álvaro Morais
- 1988: The Stalker; Regie:
- 1988: Gentlemen and Players (Fernsehserie, 1 Folge)
- 1988: Körperlicher Zwang (Contrainte par corps); Regie: Serge Leroy
- 1988: Matar Saudades; Regie: Fernando Lopes
- 1988: A Mala de Cartão (Miniserie)
- 1989: Voltar (Fernsehfilm); Regie: Joaquim Leitão
- 1989: Der Jaguar; Regie: Yvan Chiffre
- 1989: Die Abenteuer des Arsène Lupin (Fernsehserie, 1 Folge)
- 1990: L'homme au double visage (Fernsehfilm); Regie: Claude Guillemot
- 1990: O Assalto (Kurzfilm, Fernsehfilm)
- 1990: Histórias Que o Diabo Gosta (Fernsehserie, 1 Folge)
- 1991: Duplex (Fernsehfilm); Regie: Michel Lang
- 1991: Claxon (Fernsehserie, 1 Folge)
- 1992: Uma Mulher Livre (Fernsehfilm); Regie: Luís Filipe Costa
- 1992: Aqui D’El Rei!; Regie: António-Pedro Vasconcelos
- 1992: Auf Wiedersehen, Prinzessin (Adeus Princesa); Regie: Jorge Paixão da Costa
- 1992: Rosa Negra; Regie: Margarida Gil
- 1992: Un ballon dans la tête; Regie: Michaëla Watteaux
- 1992: Feu Adrien Muset (Fernsehfilm); Regie: Jacques Besnard
- 1992 Ladrão que Rouba a Anão Tem Cem Anos de Prisão (Kurzfilm, Fernsehfilm); Regie: Jorge Paixão da Costa
- 1992: Requiem para um Narciso (Kurzfilm, Fernsehfilm); Regie: João Pedro Ruivo
- 1993: Cinzas (Telenovela, 2 Folgen)
- 1993: Marie; Regie: Marian Handwerker
- 1993: Das Geisterhaus; Regie: Bille August
- 1993: Renseignements généraux (Fernsehserie, 1 Folge)
- 1993: Fluchtpunkt (O Fio do Horizonte); Regie: Fernando Lopes
- 1994: Cargo Infernal (Fernsehfilm); Regie: Fernando d’Almeida e Silva
- 1994: Laços de Sangue; Regie: Pál Erdőss
- 1994: Pax; Regie: Eduardo Guedes
- 1994: Commissaire Chabert (Miniserie)
- 1995: Fugueuses; Regie: Nadine Trintignant
- 1995: Erklärt Pereira (Sostiene Pereira); Regie: Roberto Faenza
- 1995: O Judeu; Regie: Jom Tob Azulay
- 1996: Novacek (Fernsehserie, 1 Folge)
- 1996: Camilo & Filho Lda. (Fernsehserie, 1 Folge)
- 1996: Cinco Dias, Cinco Noites; Regie: José Fonseca e Costa
- 1997: Fátima; Regie: Fabrizio Costa
- 1997: Die Schwächen der Frauen (Elles); Regie: Luís Galvão Teles
- 1997: A Tempestade da Terra; Regie: Fernando D’Almeida e Silva
- 1997: Da Invicta ao Sonoro (Dokumentarfilm); Regie: Jorge Queiroga
- 1998: 14 Segundos e u Tico – No Caminho para a Escola (Kurzfilm); Regie: Marco Martins
- 1998: Uma Casa em Fanicos (Sitcom, 1 Folge)
- 1999: Jaime; Regie: António-Pedro Vasconcelos
- 1999: Fuga; Regie: Luís Filipe Costa
- 1999: Mal; Regie: Alberto Seixas Santos
- 1999: Inferno; Regie: Joaquim Leitão
- 2000: Nelken für die Freiheit (Capitães de Abril) ; Regie: Maria de Medeiros
- 2000: A Raia dos Medos (Fernsehserie, 13 Folge)
- 2000: A Noiva (Fernsehfilm); Regie: Luís Galvão Teles, Gonçalo Galvão Teles
- 2000: Médico de Família (Fernsehserie)
- 2000: O Crime ao Pé do Resto do Mundo; Regie: José Carlos de Oliveira
- 2001: Quatro Vezes Quatro – O Triunfo da Forma (Kurzfilm); Regie: Jorge Paixão da Costa – auch Produktionsleitung
- 2001: Um Homem Nao É um Gato!  (Fernsehfilm); Regie: Marie Brand
- 2001: O Crime… (Fernsehserie, 5 Folgen)
- 2002: Sociedade Anónima (Fernsehserie, 13 Folgen)
- 2004: E se eu fosse lá abaixo rir um bocado? (Kurzfilm); Regie: Samuel Amaral
- 2004–2005: Inspector Max (Fernsehserie, 2 Folgen)
- 2005: O Mergulho (Fernsehfilm); Regie: Jorge Paixão da Costa
- 2005: Até Amanhã, Camaradas (Miniserie)
- 2006: Nome de Código: Sintra (Miniserie)
- 2006: Bocage (Miniserie)
- 2006: Aqui Não Há Quem Viva (Sitcom, 1 Folge)
- 2007: O Mistério da Estrada de Sintra; Regie: Jorge Paixão da Costa
- 2007: Morangos com Açúcar (Fernsehserie, 20 Folgen)
- 2008: A Outra (Telenovela)
- 2008: 4 Copas; Regie: Manuel Mozos
- 2009: Conexão (Miniserie, 1 Folge)
- 2009: Ruínas (Sprechrolle), Regie: Manuel Mozos
- 2010: O Tenente (Kurzfilm); Regie: Rafael Antunes
- 2010: O Inimigo sem Rosto; Regie: José Farinha
- 2010: Batepá; Regie: Orlando Fortunato de Oliveira
- 2010: República (Fernsehserie, 2 Folgen)
- 2010: Sedução (Telenovela, 19 Folgen)
- 2012: O Meu Avô (Kurzfilm); Regie: Tony Costa
- 2012:  Operação Outono; Regie: Bruno de Almeida
- 2015: Amor Impossível; Regie: António-Pedro Vasconcelos
- 2018: O Grande Circo Místico; Regie: Carlos Diegues
- 2020: Terra Nova; Regie: Artur Ribeiro (auch Miniserie)

### Andere (Auswahl)
- 1984: O Lugar do Morto – Kameraassistent
- 1986: Duma Vez por Todas – Steadycam
- 1997: Uma Época de Ouro – Cinema Português 1930–1945 (Kurzfilm) – Regie, Produktionsleitung und Bildleitung
- 1998: A Terra Vista da Nuvens – História do Cinema Português 1986–1997 (Kurzfilm) – Regie und Produzent
- 1998: E Depois de Abril – História do Cinema Português 1974–1984 (Kurzfilm) – Regie und Produzent
- 1998: Novo Cinema, Cinema Novo – 1960–1974 (Kurzfilm) – Regie, Produktionsleitung und Bildleitung
- 1998: Os Tristes Anos – História do Cinema Português 1945–1960 (Kurzfilm) – Regie, Produzent und Bildleitung
- 1999: Cinema Português – Uma História Familiar (Kurzfilm) – Regie, Kamera und Produzent
- 1999: Ultramar, Angola 1961–1963 (Kurzfilm) – Drehbuch, Produktionsleitung
- 2010: Tóbis Portuguesa – Produzent